# Mercedes Calderón
Pour les articles homonymes, voir Calderón.
Calderón  Martínez est un nom espagnol. Le premier nom de famille, en général paternel, est Calderón ; le second, en général maternel, souvent omis, est Martínez.
Mercedes Calderón Martínez, née le 1er septembre 1965, est une joueuse cubaine de volley-ball.

## Carrière
Elle fait partie de l'équipe de Cuba féminine de volley-ball championne du monde 1989, championne du monde 1991, médaillée d'or aux Jeux olympiques d'été de 1992 à Barcelone et championne du monde 1994 au Brésil.